# 石田誠 (医学者)
石田 誠（いしだ まこと、1881年〈明治14年〉- 1959年〈昭和34年〉）は、日本の細菌学者、耳鼻咽喉科医師、富田浜病院初代院長。妻の石田マサヲについても記述する。

## 学歴・研究者時代
岡山県苫田郡奥津村細田生まれ。旧制津山中学校・関西中学校を経て、1896年（明治29年）に上京して第一高等学校独法科に入学したが、翌年胸部を患い、北里療養所に入院した。その後、郷里の兵庫県赤穂市で静養を続けた。その後、1901年（明治34年）に京都府立医学専門学校へ入学して、1907年（明治40年）に卒業して医師免許を得た。
その後、京都帝国大学医学部へ入学し、京都帝国大学の耳鼻咽喉科で和辻春次教授の指導を受けて、細菌学や血清学の研究に従事した。1908年（明治41年）12月に大韓帝国の官立漢城病院耳鼻咽喉科部長に就任した。韓国ではコレラの防疫にも尽力した。1910年（明治43年）にはドイツ留学準備のために退職した。1912年（明治45年）にミュンヘン大学に留学し、1914年（大正3年）第一次世界大戦が勃発したため、日本大使館からの引揚命令で日本に帰国した。大正4年には再び京都帝国大学の研究室に戻って論文を書き細菌学を研究した。

## 富田浜病院建設
帰国後は、京都帝国大学医学部耳鼻咽喉科にて研究生活を送り、1917年（大正6年）耳鼻咽喉科教室の看護婦長西宇マサヲ（1892年 - 1987年）と結婚した。
結核撲滅の悲願を立てた石田誠は1917年（大正6年）6月に医師飯田左三の招きで富田浜海水浴場付近の富田浜の飯田病院へ着任するが、1918年（大正7年）4月に退職して、同年室山の伊藤家の伊藤伝七一家の別荘を買い入れた土地の富田浜で5月1日に呼吸器科専門の病院を開業した。
1918年（大正7年）～1919年（大正8年）のスペインかぜの大流行では不眠不休の治療を行い、大正7年7月には尾三農工銀行から別荘を買い入れて診療室や病室を拡張して、大正8年には第3病練の新築工事を完成させている。飯田左三との訴訟事件も1928年（昭和3年）に解決して富田浜の地に呼吸器専門の病院（現：富田浜病院）を建てた。病院の建物はミュンヘン大学医学部付属病院を模したものである。当時の富田浜は白浜の美しい海水浴場があり、周りは閑静な別荘地であり、夏涼しく冬温暖な気候で、結核療養には最適の地であった。
大正13年度には桑名分院と名古屋分院を開業して、同年6月には富田浜病院付属看護学校の設置認可を受けている。1923年（大正12年）に医学博士を授与された。結核予防会本部理事として、三重県の支部長として結核撲滅のため尽力した。昭和23年度に第一病練を四日市市へ寄贈して、そこは生活保護者の療養所となった。
1929年（昭和4年）に三重郡富田町会議員、1939年（昭和14年）には三重県会議員、1941年（昭和16年）に四日市市会議員、三重県医師会会長、財団法人結核予防協会会長を歴任した。紫綬褒章、紺綬褒章を授与された。1959年（昭和34年）1月14日に77歳で逝去。
1983年（昭和58年）富田浜病院創立65年周年記念に本館の増改築を期に石田の胸像が建立された。彼の胸像の隣には妻の石田マサヲ病院理事長の胸像も建立されている。

## 妻の石田マサヲ
- 1892年（明治25年）に現在の香川県三豊市に生まれた。妻のマサヲの父は地方役所の官吏の西字寿吉で母がスマ子である。明治42年に三豊実科女学校（現：香川県立観音寺第一高等学校）を卒業後に京都帝国大学医学部付属看護養成所に入学した。京都帝国大学医学部耳鼻咽喉科に配属されて、職場の同僚の石田誠と結婚する。1948年（昭和22年）から1963年（昭和38年）まで三重県議会議員初の女性議員として政治家活動をしていた。三重県結核予防協会の理事職などを歴任していた[6][7]。